# (1670) Minnaert
(1670) Minnaert ist ein Asteroid des Hauptgürtels, der am 9. September 1934 vom niederländischen Astronomen Hendrik van Gent in Johannesburg entdeckt wurde.
Die Benennung des Asteroiden erfolgte zu Ehren des belgischen Astronomen Marcel Gilles Jozef Minnaert.